# デューン (フランスのバンド)
デューン（Dün）は、1978年から1981年に活動したフランスのプログレッシブ・ロックバンド。
マグマ、アール・ゾイ、エトロン・フー・ルルーブランとのショーで演奏し、ヨーロッパのロック・イン・オポジションに参加するようなバンドとライブで共演することもあった。1981年には『エロス』というアルバムを録音したが、これは明らかに適切な供給がなされなかったため、結果的にレアなアルバムとなってしまった。
フランスのレーベル「Soleil」は、元のLPの4曲に加え、4曲のボーナス・ラックを含んだアルバム『エロス』を2000年に再発した。そのうち3曲は、オリジナル・リリースされたトラックの初期デモ音源となっている。
2012年、リマスター及びボーナス・トラック5曲で再発。

## メンバー

### バンド・メンバー
- ジャン・ギアラーツ（Jean Geeraerts） - ギター
- ブルーノ・サバテ（Bruno Sabathe） - シンセサイザー、ピアノ
- パスカル・ヴァンデンブルッケ（Pascal Vandenbulcke） - フルート、グリュイエールフォーン（Gruyérophone）
- ティエリー・トランシャン（Thierry Tranchant） - ベース
- ローラン・ベルト（Laurent Bertaud） - ドラム
- アラン・ターモール（Alain Termolle） - パーカッション、キシロス（xylos）、ヴィブラフォン

### サポート・ミュージシャン
- フィリップ・ポルテジョイ（Philippe Portejoie） - サクソフォーン

## ディスコグラフィ

### アルバム
- 『エロス』 ‐ Eros (1981年)